# 1657 a tudományban
Az 1657. év a tudományban és a technikában.

## Matematika
- Christiaan Huygens megírja az első valószínűségszámítással foglalkozó könyvét De ratiociniis in ludo aleae címmel.

## Halálozások
- június 3. – William Harvey orvos, aki felfedezte és leírta a vérkeringést (* 1578)